# Stadio Brinco de Ouro da Princesa
Lo stadio Brinco de Ouro da Princesa (in portoghese estádio Brinco de Ouro da Princesa, letteralmente, "Orecchino d'oro della Principessa") è un impianto sportivo brasiliano situato nella città di Campinas, nello stato di San Paolo. Ospita le partite interne del Guarani.

## Storia
Costruito tra il 1951 e il 1953, fu inaugurato il 31 maggio 1953 con una partita tra il Guarani e il Palmeiras vinta 3-1 dai padroni di casa. Al momento della sua costruzione era il terzo stadio più capiente dello stato di San Paolo.